# Ambassade d'Ukraine en Suisse
L'ambassade ukrainienne de Berne est la mission diplomatique de l'Ukraine auprès de la Confédération suisse et de la principauté du Liechtenstein. Depuis juin 2018, Artem Rybchenko en est l'ambassadeur.

## Ambassadeurs
| Number | Date           | Name                 | Image | Notes |
| ------ | -------------- | -------------------- | ----- | --- |
| 1      | 1918           | Yuri Hasenko         |       | Diplomate ukrainien, leader politique et ingénieur. Il a été envoyé à Berne en 1917 au nom de la République populaire ukrainienne dans le but de diffuser des informations sur l'Ukraine. Il a fondé une institution commerciale ukraino-suisse et une institution étrangère de la République populaire d'Ukraine en Suisse, et a exercé des fonctions diplomatiques en Suisse en tant que représentant de l'Ukraine.                                    |
| 2      | 1918-1919      | Yevmen Lukasevych    |       | Diplomate, journaliste, médecin, éditeur et activiste ukrainien ; ministre de la santé de la République populaire d'Ukraine. À partir de 1918, il a été conseiller au ministère des affaires étrangères de la RPU. Il a été envoyé à Berne pour tenter d'établir des liens diplomatiques officiels entre la République populaire d'Ukraine et la Suisse. Il a contribué à la publication de littérature francophone sur l'Ukraine à Berne et à Lausanne. |
| 3      | 1919-1923      | Mykola Vasyl'ko      |       | Diplomate ukrainien et roumain. Il a été le représentant diplomatique de la république populaire d'Ukraine occidentale en Autriche de 1919 à 1920, puis l'ambassadeur de la république populaire d'Ukraine en Allemagne et en Suisse. |
| 4      | 1923-1926      | Zenon Kurbas         |       | Consul général de la république populaire d'Ukraine en Suisse. |
| 5      | 1992-1993      | Andriy Ozadovs'ky    |       | Diplomate ukrainien |
| 6      | 1993-1997      | Oleksandr Slipchenko |       | Diplomate ukrainien et journaliste. |
| 7      | 1998-2000      | Nina Koval's'ka      |       | Diplomate ukrainien et première femme ambassadeur ukrainienne en Suisse. |
| 8      | 2000-2003      | Yevhen Bersheda      |       | Diplomate ukrainien et directeur par intérim de l'Institut de législation de la Verkhovna Rada. |
| 9      | 2003-2004      | Syuzanna Stanik      |       | Avocat ukrainien et ancien juge à la Cour constitutionnelle d'Ukraine. |
| 10     | 2004-2008      | Ostap Yukhymovych    |       | Diplomate ukrainien. |
| 11     | 2008-2014      | Ihor Dir             |       | Diplomate ukrainien |
| 12     | 2014-2018      | Ostap Yukhymovych    |       | Diplomate ukrainien |
| 13     | 2018 - present | Artem Rybchenko      |       | Diplomate ukrainien. L'actuel ambassadeur d'Ukraine auprès de la Confédération suisse et de la principauté du Liechtenstein. |